# Krasimir Stanoev
Krasimir Stanoev (tiếng Bulgaria: Красимир Станоев; sinh 14 tháng 9 năm 1994 ở Blagoevgrad) là một cầu thủ bóng đá Bulgaria thi đấu ở vị trí trung vệ cho Dunav Ruse.

## Sự nghiệp

### Dunav Ruse
Ngày 12 tháng 6 năm 2017 anh rời khỏi CSKA Sofia để gia nhập đội bóng khác ở Bulgarian First League Dunav Ruse.

## Thống kê sự nghiệp

### Câu lạc bộ
Tính đến 9 tháng 11 năm 2015
| Thành tích câu lạc bộ | Thành tích câu lạc bộ | Thành tích câu lạc bộ | Giải vô địch | Giải vô địch | Cúp                  | Cúp                  | Châu lục | Châu lục  | Khác | Khác      | Tổng | Tổng      | Tổng |
| Câu lạc bộ            | Giải vô địch          | Mùa giải              | Trận         | Bàn thắng    | Trận                 | Bàn thắng            | Trận     | Bàn thắng | Trận | Bàn thắng | Trận | Bàn thắng |      |
| Bulgaria              | Bulgaria              | Bulgaria              | Giải vô địch | Giải vô địch | Cúp bóng đá Bulgaria | Cúp bóng đá Bulgaria | Châu Âu  | Châu Âu   | Khác | Khác      | Tổng | Tổng      |      |
| --------------------- | --------------------- | --------------------- | ------------ | ------------ | -------------------- | -------------------- | -------- | --------- | ---- | --------- | ---- | --------- | ---- |
| Litex Lovech          | A Group               | 2012–13               | 1            | 0            | 0                    | 0                    | 0        | 0         | –    | –         | 1    | 0         |      |
| Pirin Razlog          | B Group               | 2013–14               | 12           | 0            | 2                    | 0                    | –        | –         | –    | –         | 14   | 0         |      |
| Dobrudzha Dobrich     | B Group               | 2013–14               | 13           | 4            | 2                    | 0                    | –        | –         | –    | –         | 15   | 4         |      |
| Dobrudzha Dobrich     | B Group               | 2014–15               | 15           | 3            | 1                    | 0                    | –        | –         | –    | –         | 16   | 3         |      |
| Pirin Blagoevgrad     | B Group               | 2014–15               | 6            | 0            | 0                    | 0                    | –        | –         | –    | –         | 6    | 0         |      |
| Litex Lovech II       | B Group               | 2015–16               | 2            | 0            | –                    | –                    | –        | –         | –    | –         | 2    | 0         |      |
| Litex Lovech          | A Group               | 2015–16               | 14           | 0            | 0                    | 0                    | 0        | 0         | –    | –         | 14   | 0         |      |
| Litex Lovech          | Litex Tổng cộng       | Litex Tổng cộng       | 15           | 0            | 0                    | 0                    | 0        | 0         | 0    | 0         | 15   | 0         |      |
| Thống kê sự nghiệp    | Thống kê sự nghiệp    | Thống kê sự nghiệp    | 63           | 7            | 5                    | 0                    | 0        | 0         | 0    | 0         | 68   | 7         |      |

1. ↑  Includes Siêu cúp bóng đá Bulgaria matches.